# Nyáriorgona

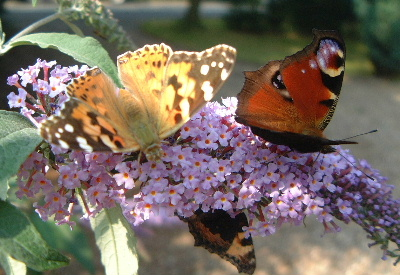
Virága pillangókkal

A nyáriorgona, illatos nyáriorgona vagy pillangó- vagy lepkecserje (Buddleja davidii) a görvélyfűfélék (Scrophulariaceae) családjába tartozó, cserje méretű növényfaj. Neve ellenére az orgonának csak távolabbi rokona. Északnyugat-Kínában és Japánban őshonos, folyó- és patakpartokon él. Sokfelé dísznövényként ültetik. Sok országban inváziós növény, például az USA Oregon és Washington államaiban gyomnövényként tartják számon.
Közép- és Dél-Európa legtöbb városában meghonosodott, kertekből elvadulva. Németországban 1928-ban fedezték fel a Rajna partján, azóta vasúti sínek mentén, elhagyott gyártelepeken terjed.
Bár nektárja számos lepke-, méhfaj számára nyújt eleséget, mégsem növeli a biológiai sokféleséget; mivel a hernyóknak nem tápláléknövénye, és nektárja a nyár egyébként is bőséges időszakában termelődik. A kertekbe azonban odavonzza a pillangókat, ezért a látvány szempontjából érdemes ültetni. A napsütést kedveli, a talajjal szemben nem igényes, meszes, homokos talajon is nő.  

## Jellemzői
2-4 méterre megnövő cserje. Négyélű hajtásain keskeny, lándzsás, finoman fűrészes, 10–15 cm hosszú, színükön sötétzöld, fonákjukon szürkészöld levelek nőnek. Júliustól akár szeptember végéig nyílnak lila, illatos virágai, melyek közepe élénk sárga – a termesztett változatokon a virágok színe fehér, rózsaszín, ibolyakék vagy bíborpiros is lehet. A hímnős, négyszirmú virágok akár 30 cm hosszú, egyszerű fürtvirágzatot alkotnak, rovarbeporzásúak. Szél terjesztette tokterméseiben évente és egyedenként akár hárommillió mag is fejlődhet.

## Rendszertan
Az eredeti leírást a növényről a francia botanikus, Adrien René Franchet adta 1887-ben; nevét Adam Buddle angol botanikusról (1660-1715) és a francia természettudós és misszionárius Armand Davidról (1826-1900) kapta.
A taxon egyik szinonimája a Buddleja variabilis Hemsl..
A következő változatok kerültek leírásra (nem általánosan elfogadottan):
- Buddleja davidii var. nanhoensis (Chitt.) Rehder (syn. Buddleja variabilis var. nanhoensis Chitt.)
- Buddleja davidii var. superba (de Corte) Rehder & E. H. Wilson (syn. Buddleja variabilis var. superba de Corte)
- Buddleja davidii var. veitchiana (J. H. Veitch) Rehder (syn. Buddleja variabilis var. veitchiana J. H. Veitch)

További ismertebb fajták:
- ‘Black Knight’ – levendulaszínű
- ‘Border Beauty’ – mélyvörös-lila
- ‘Empire Blue’ – ibolyakék, jóval világosabb narancsos színezetű középpel
- ‘Fascinating’ – szélesebb, lilásrózsaszín
- ‘Harlequin’ – vöröses-lila, tarka levelű fajta
- ‘Ile de France’ – lilásrózsaszín
- ‘Nanho Blue’ – mályvaszín, alacsonyabb fajta
- ‘Nanho Purple’ – lila, alacsonyabb fajta
- ‘Peace’ – fehér, narancsos színezetű középpel
- ‘Pink Delight’ – rózsaszín
- ‘Royal Red’ – bíborpiros
- ‘White Ball’ – fehér, alacsonyabb fajta
- ‘White Cloud’ – fehér, apró
- ‘White Profusion’ – fehér

## Képek

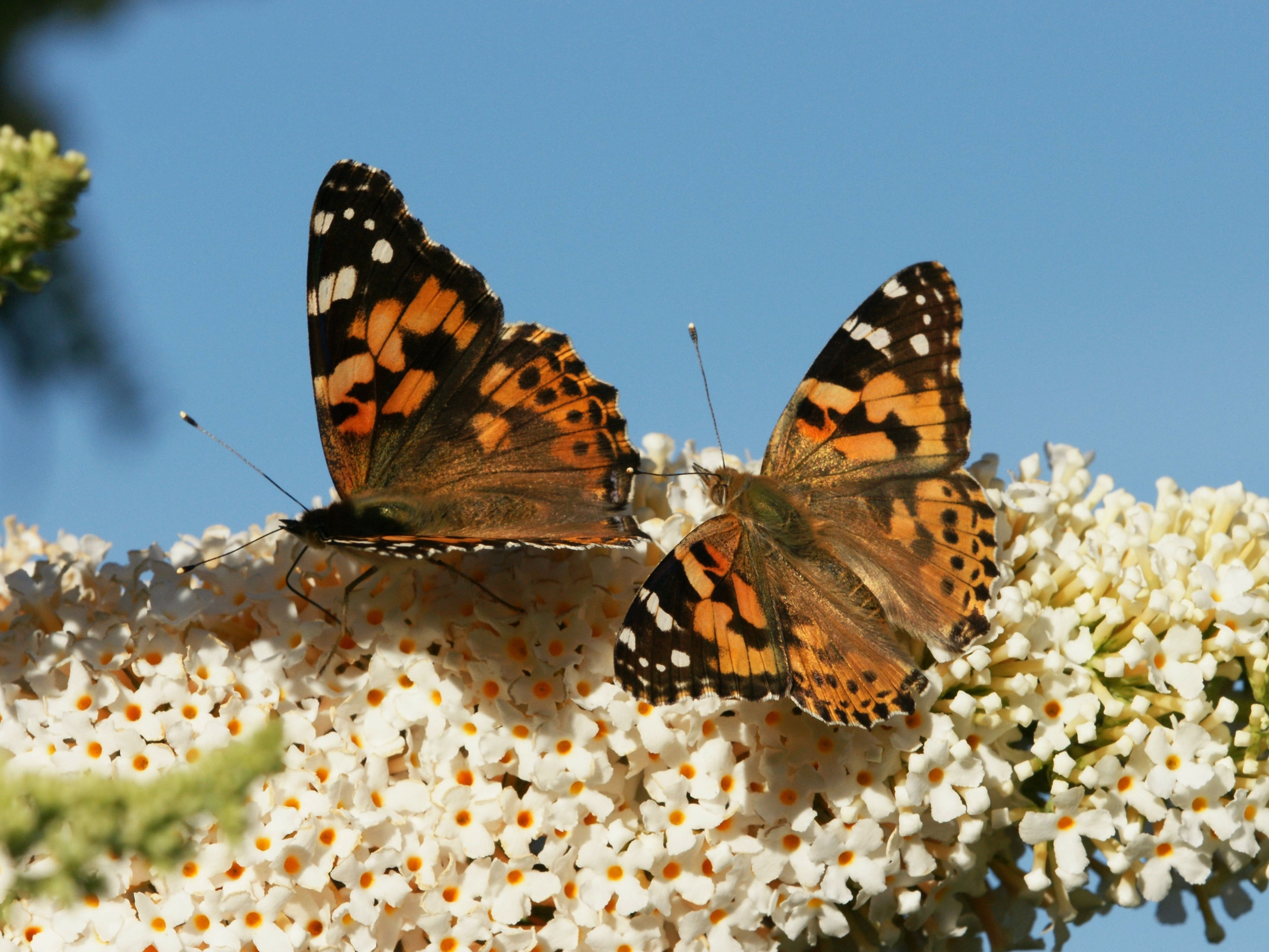
A nyári orgona a nappali lepkék kedvence
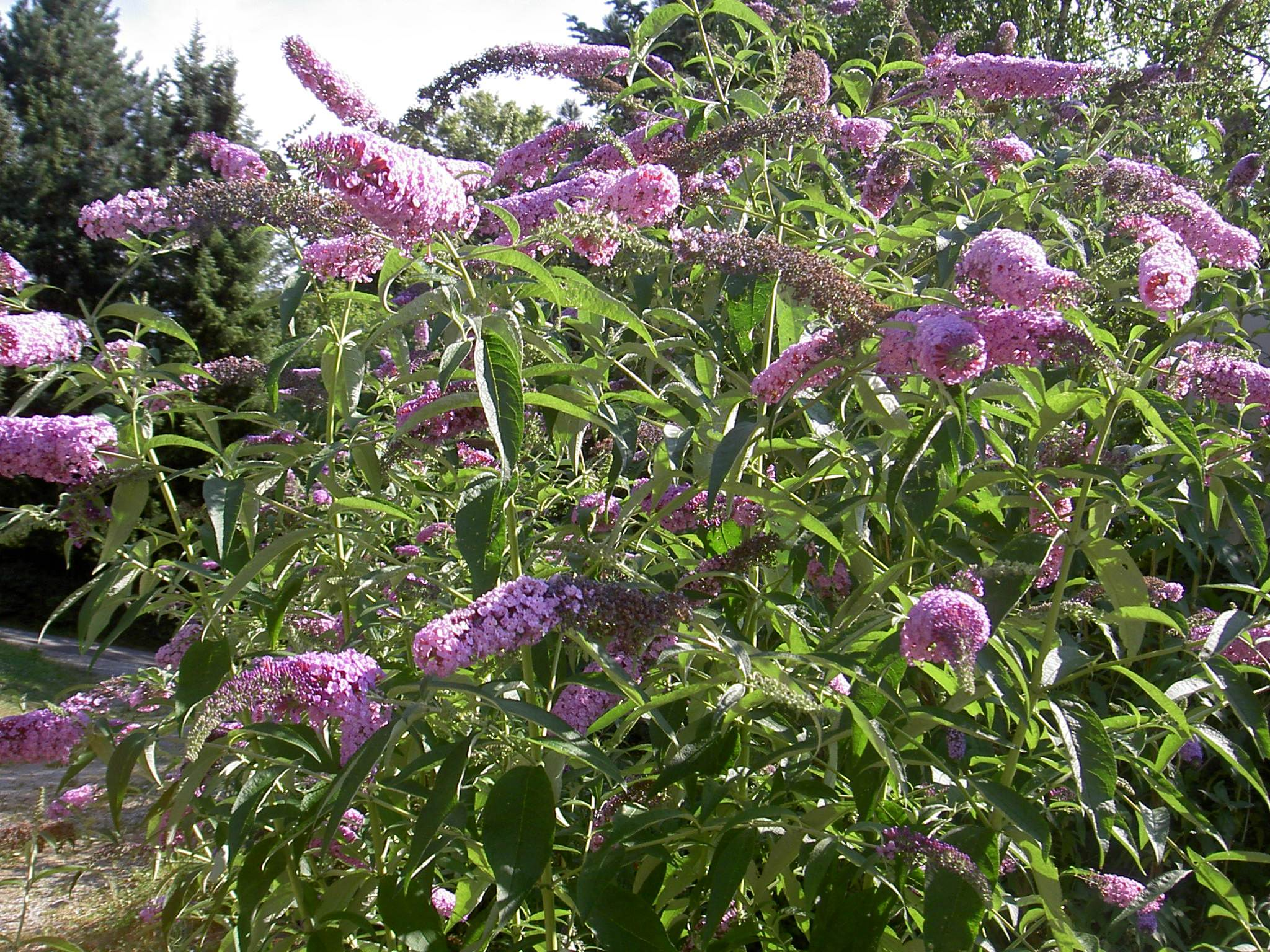
Virágzó cserje
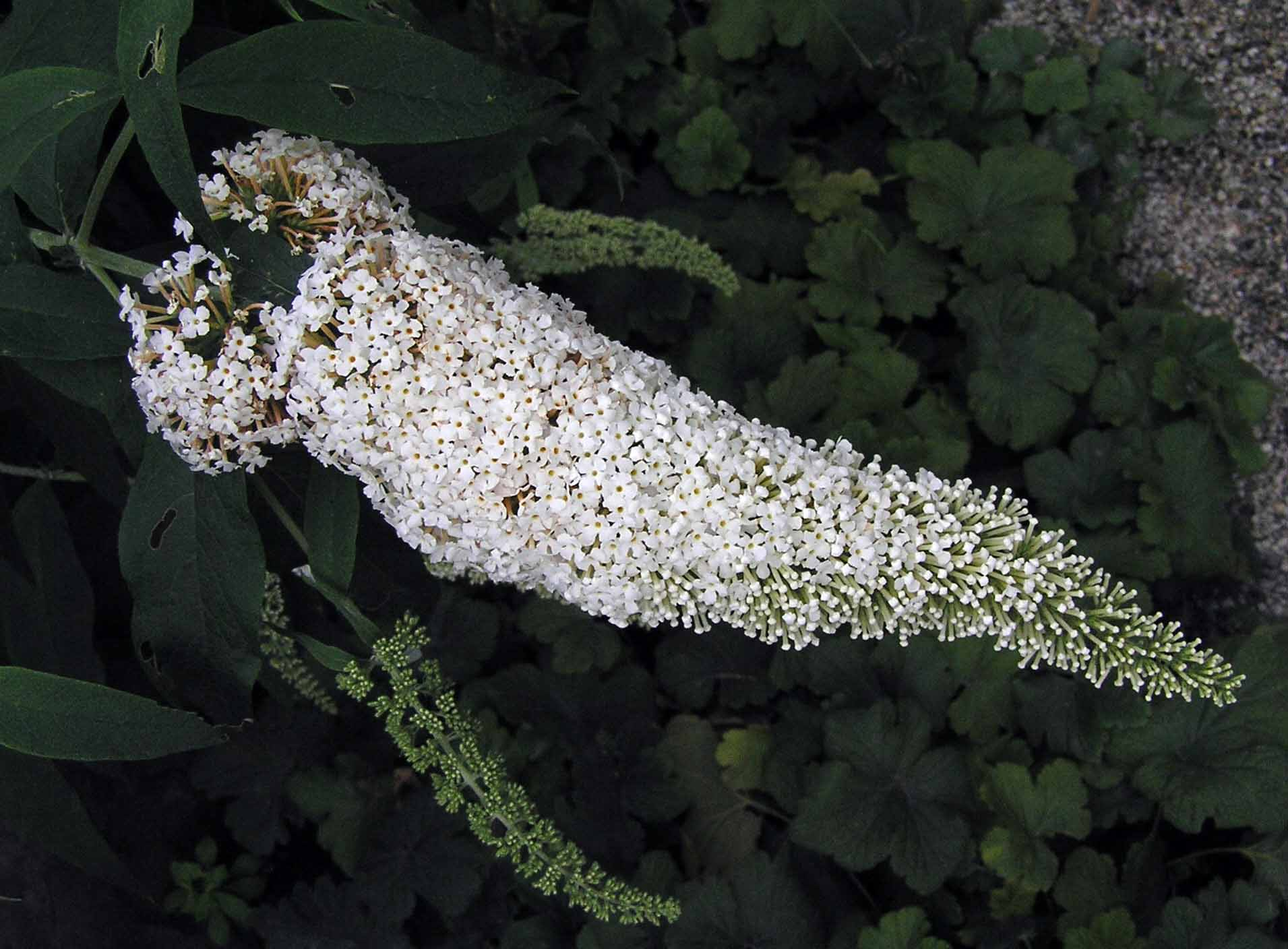
Fehér virágú fajta
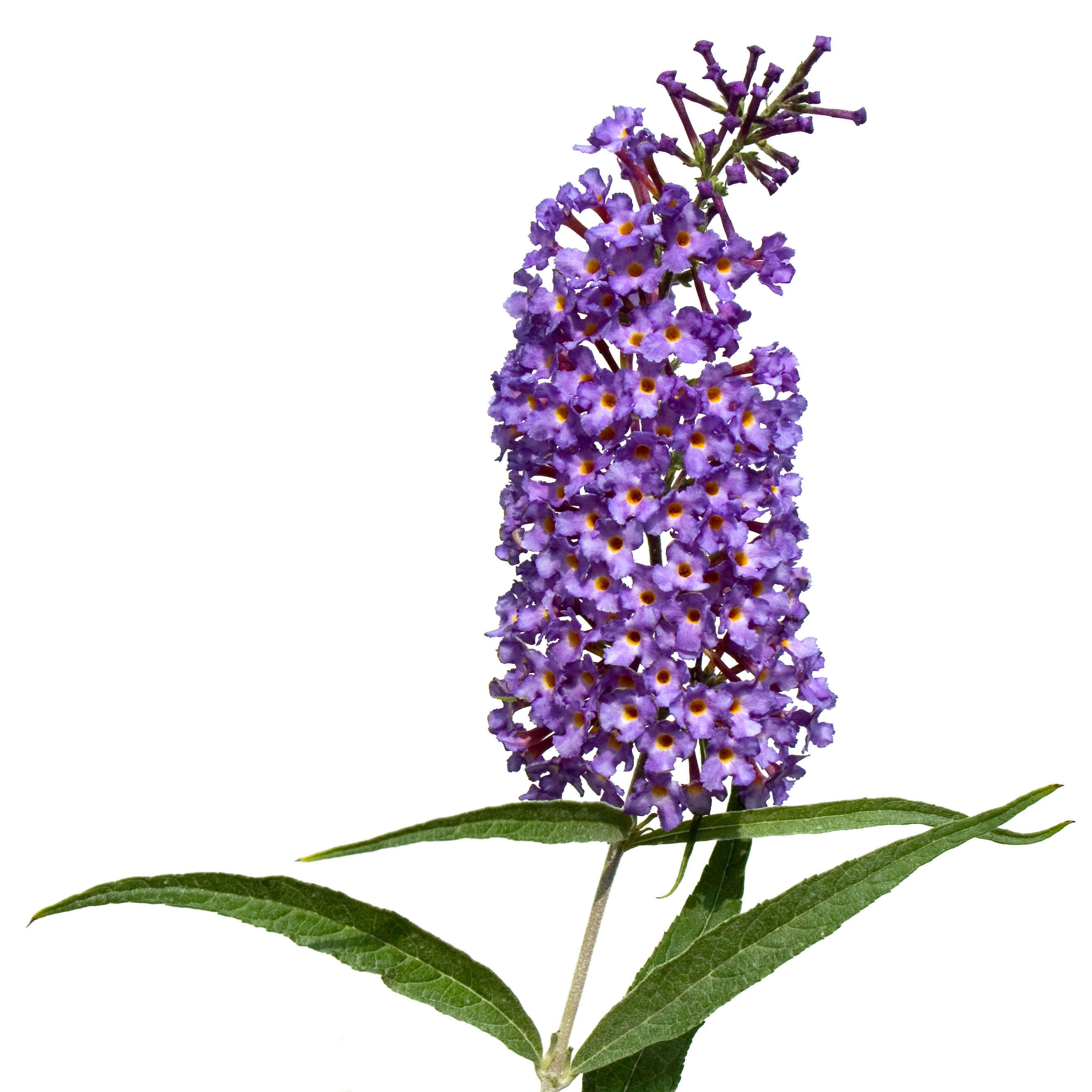
Lila virágú fajta
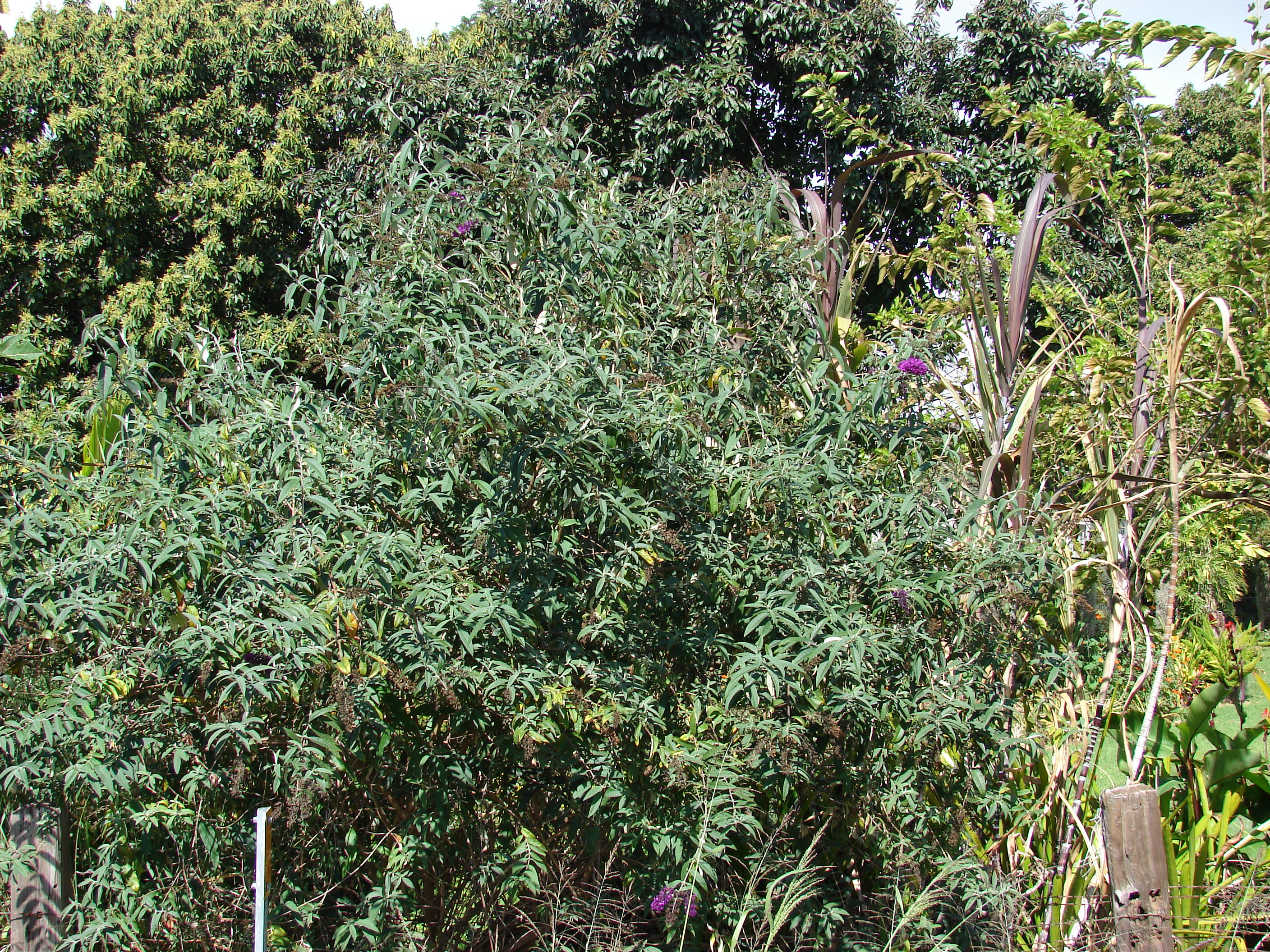
Habitusa
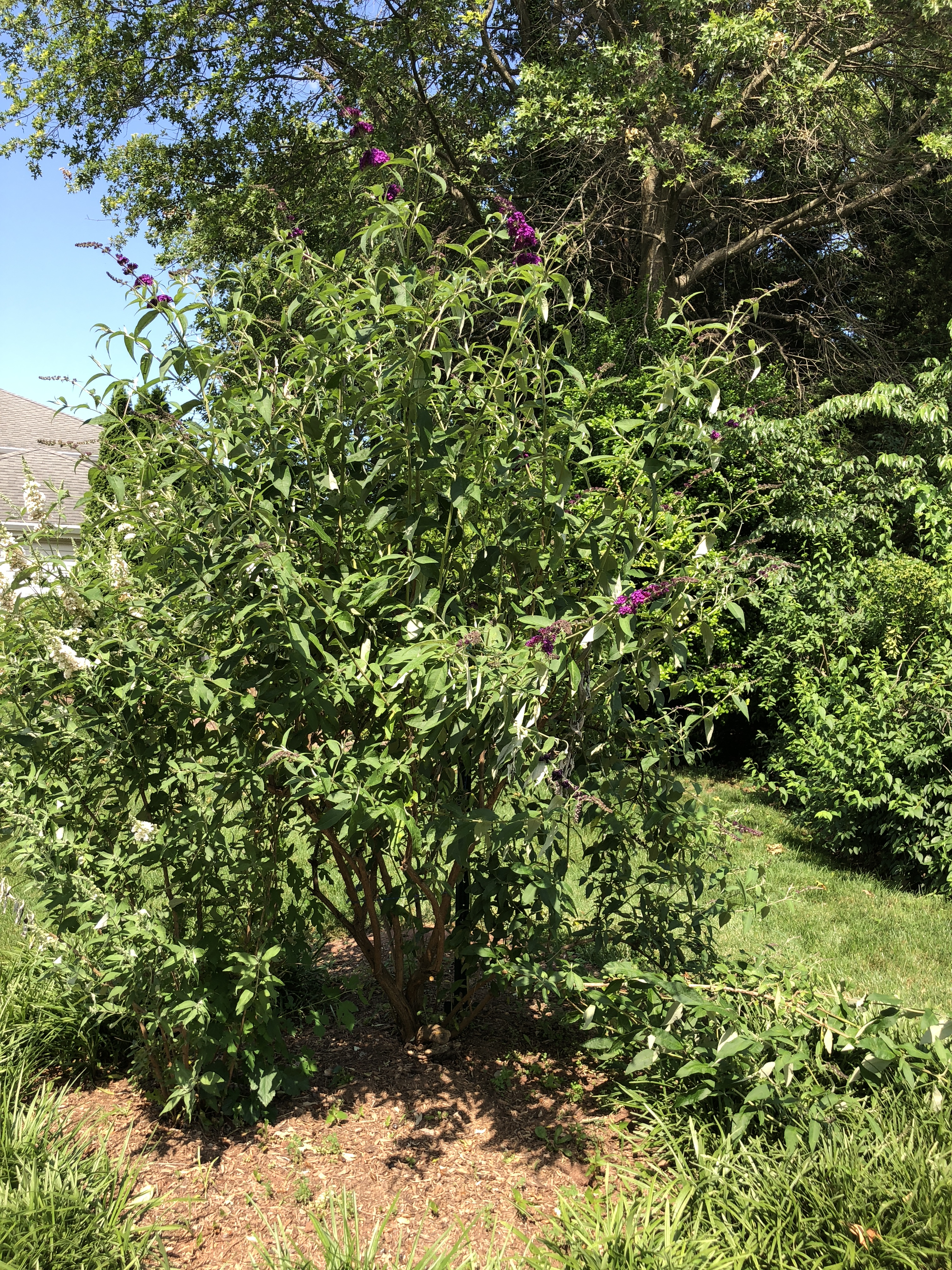
Idősebb növény
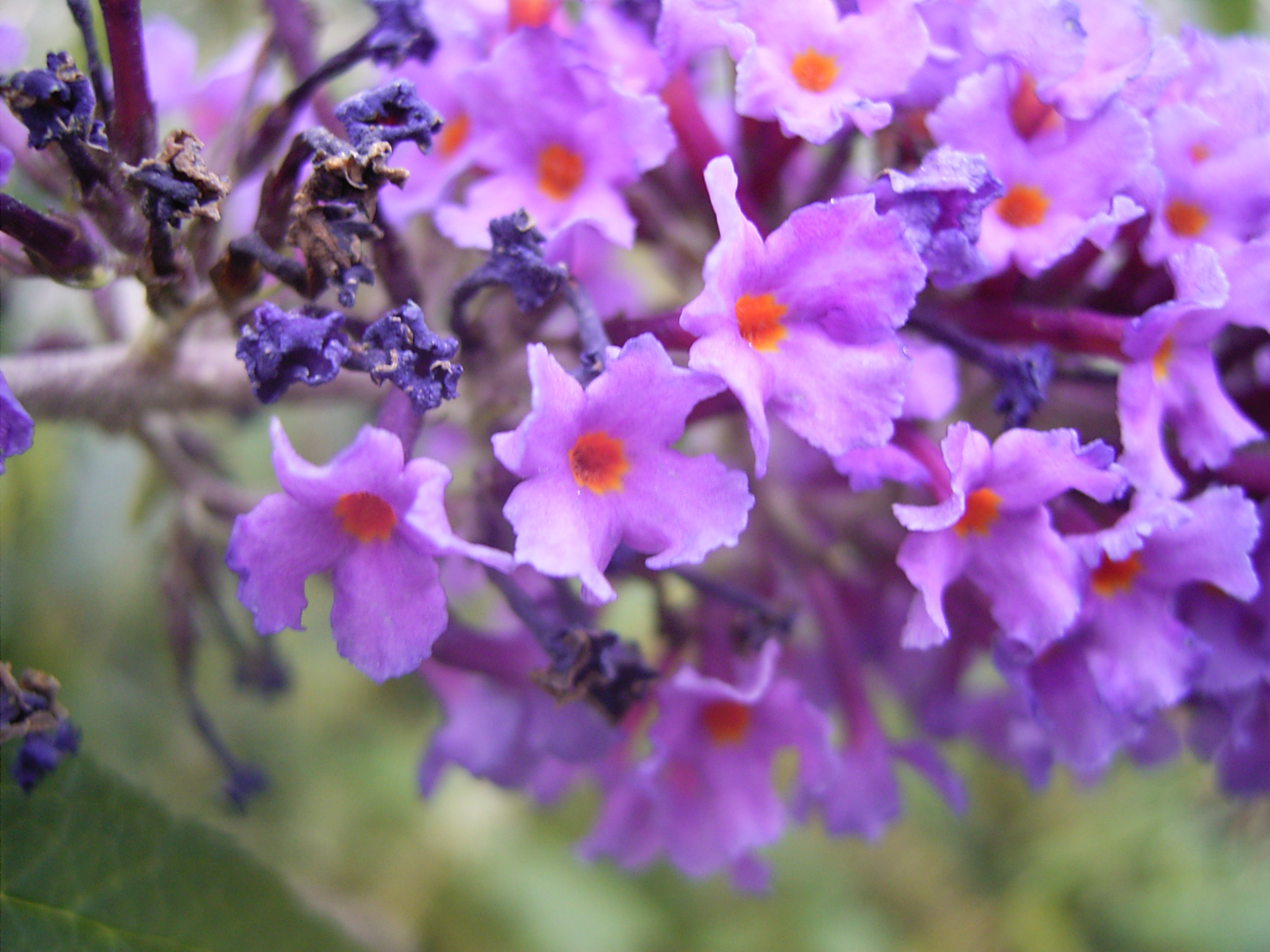
Virágai közelről
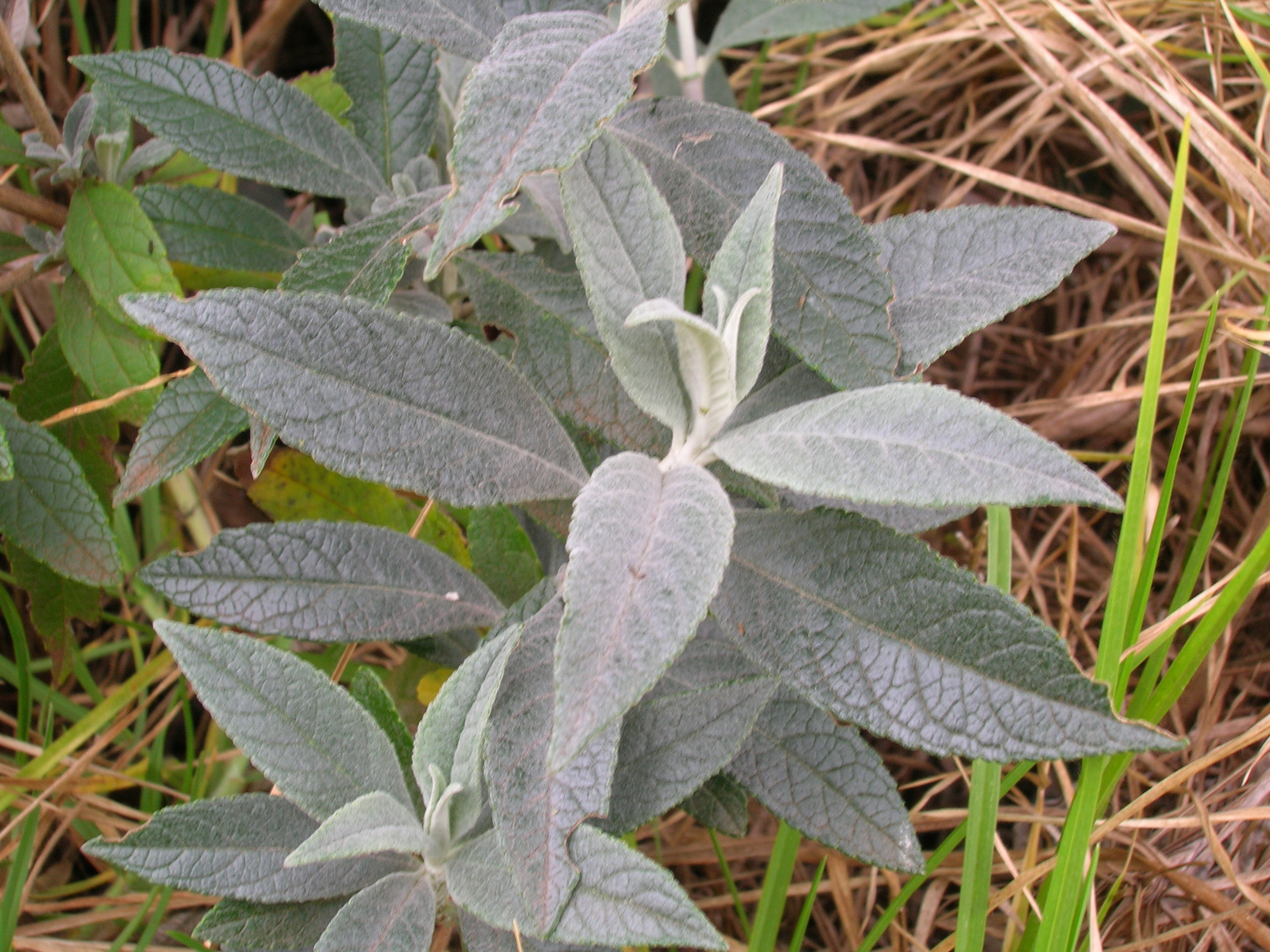
Levelei
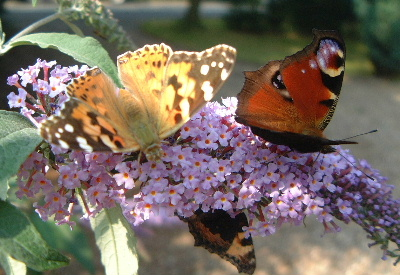
A nyáriorgona ültetése a legjobb módja a nappali lepkék kertbe csalogatásának
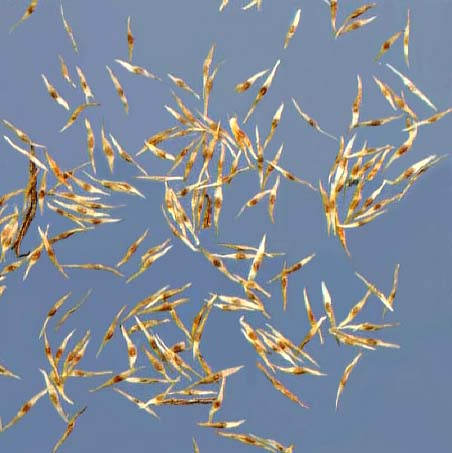
Magjai
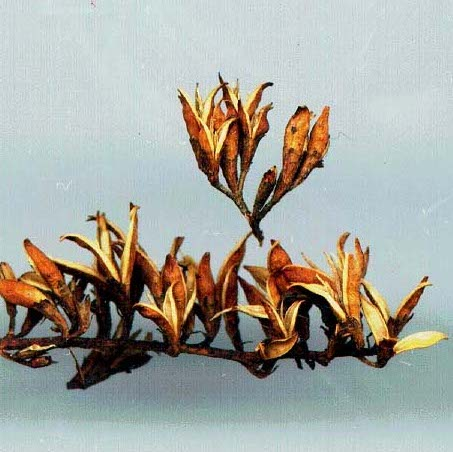
termése
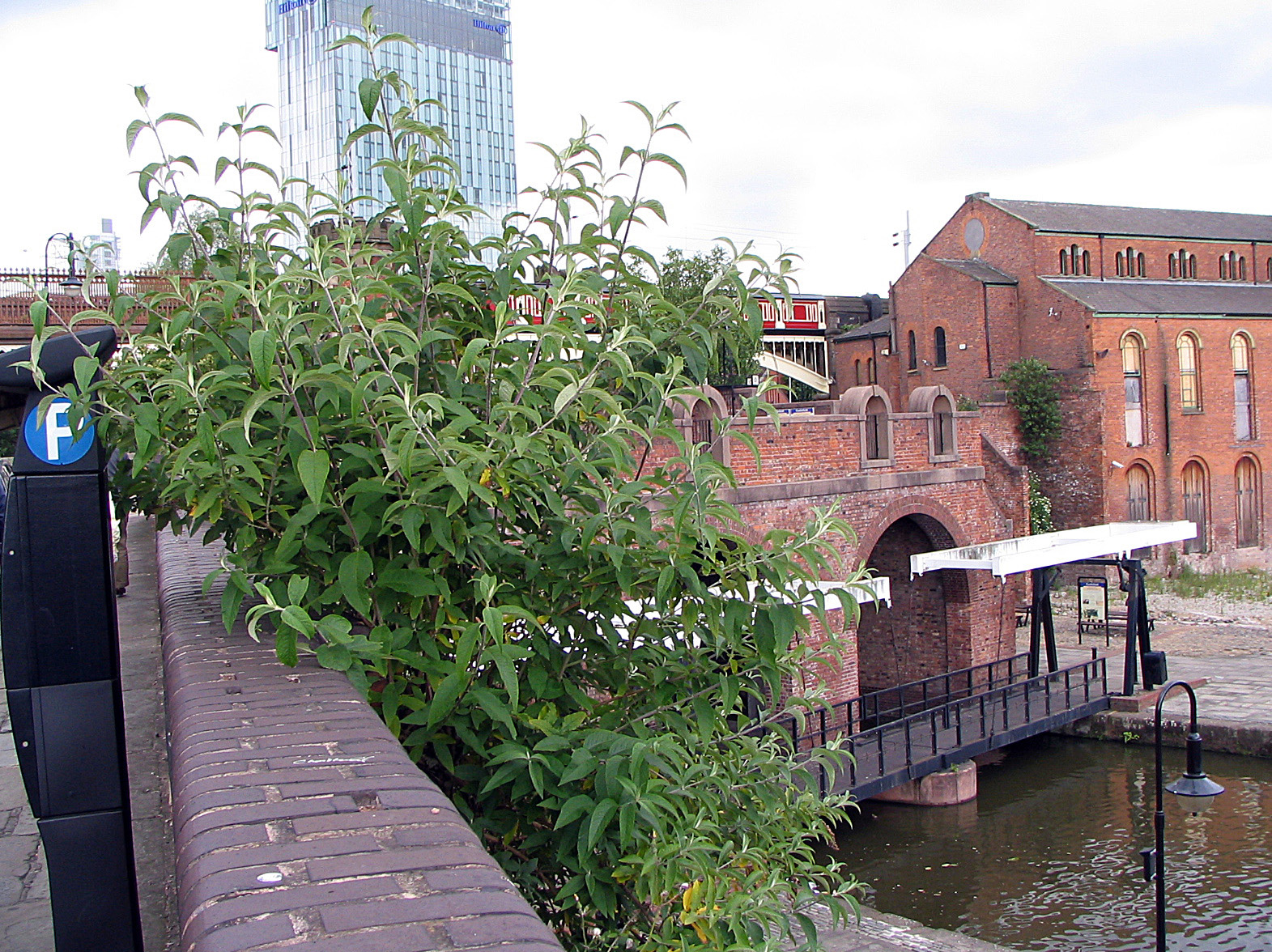
Nagy az alkalmazkodó képessége, invazív is lehet.

## Fordítás
- Ez a szócikk részben vagy egészben  a   Buddleja davidii című angol Wikipédia-szócikk ezen változatának fordításán alapul.  Az eredeti cikk szerkesztőit annak laptörténete sorolja fel. Ez a jelzés csupán a megfogalmazás eredetét és a szerzői jogokat jelzi, nem szolgál a cikkben szereplő információk forrásmegjelöléseként.